# Zalakoppány
Zalakoppány Zalaszentgrót városrésze, 1984-ig önálló falu.

## Története

### Őskor
Leletek alapján a falu területe Kelta csoportok által a késő-bronzkorban már biztosan lakott volt. Az Aszaltetői részen erődítés is állt.

### Középkor
Honfoglalás után a környéken voltak Koppány vezér zalai birtokai, a településnév is innen eredeztethető. A település legkorábbi írásos említése 1217-ből maradt fenn Kopan alakban. A középkorban a Lőrente nembeli Bezerédj család ősi birtoka volt (a szomszédos Bezeréd faluval), 1419-ben plébánosát említik, tehát ekkor már állhatott egy temploma. A török hódoltság ideje alatt is lakott maradt, birtokosai a Bezerédi, a Fényes majd a Kozáry családok.

### 18. század
Egy 1720-as adóösszeírás 16 adózót ír le. 1740-ben Mária Terézia a Vajda-családnak adományozott birtokai közt hat zalakoppányi telket is felsorol. A század közepi lélekösszeírások a faluban 100-150 különböző vezetéknevet jegyeznek fel. A falu  Nagyboldogasszonynak szentelt barokk stílusú templomát Padányi Bíró Márton veszprémi érsek építette 1756-ban Az 1763-1787-ös I. katonai felmérés mintegy 140 házat jelöl, ezen a település mérete és szerkezete szinte teljesen megegyezik a maival.

### 19. század
Az  1848-as szabadságharcban 37 zalakoppányi honvéd vett részt. Az 1891-es  Pallas Lexikon 1269 fős lakosságról ír, valamint hogy a településen postahivatal és postatakarékpénztár működik. A faluhoz tartozó szőlőhegyek közt a közeli Kehidakustányban élő Deák Ferencnek is voltak birtokai, akinek emlékét egy ideig a hegyben kopjafa őrizte.

### 20. század
Az I. Világháborúban Zalakoppány mintegy 400 lakosa harcolt katonaként, 53-an nem tértek haza, emléktáblájukat 1932-ben avatták a templom mellett. Az 1920-as években szenet kerestek és találtak a falu környékén, ekkor került feltárásra a "kanizsai" falurészben lévő artézi kút is. A 20. század elejéig működött a falu határában a Zalakoppányi malom és a romjaiban most is fellelhető Mittermayer-Horváth malom, mely mellett a zala folyón fürdőhely is működött. A második világháború 35 hősi, és 15 polgári áldozatot követelt a falutól. Emléküket szintén márványtábla, és a templom előkertjében kopjafák őrzik. A falu templomát 1972-ben újították fel teljesen.
A település 1984-ben vesztette el önállóságát, ekkor a környező falvakkal együtt (Csáford, Tekenye, Zalaudvarnok) legtávolabbiként Zalakoppány is beolvadt a várossá váló Zalaszentgrótba.

## Jelenkora

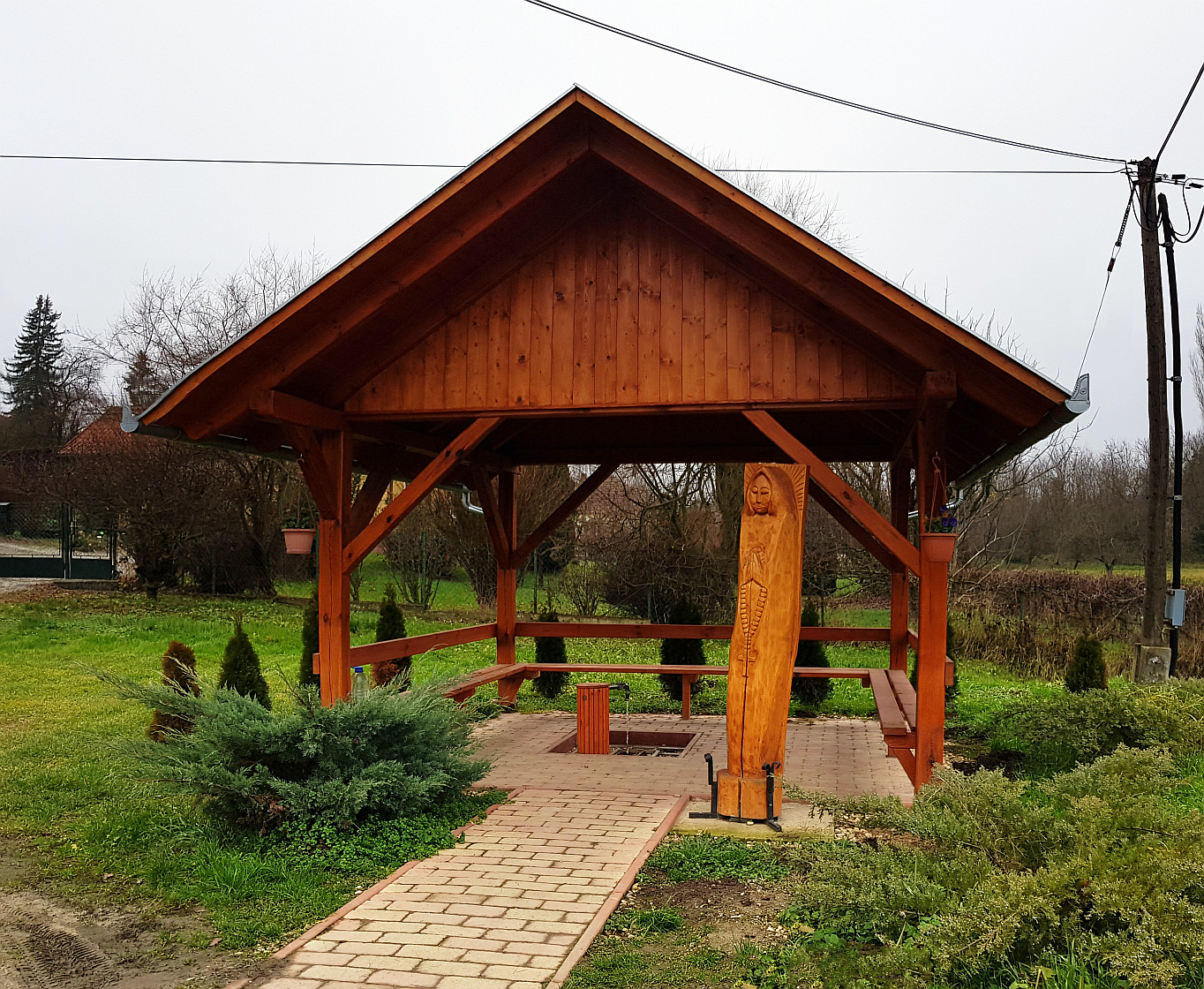
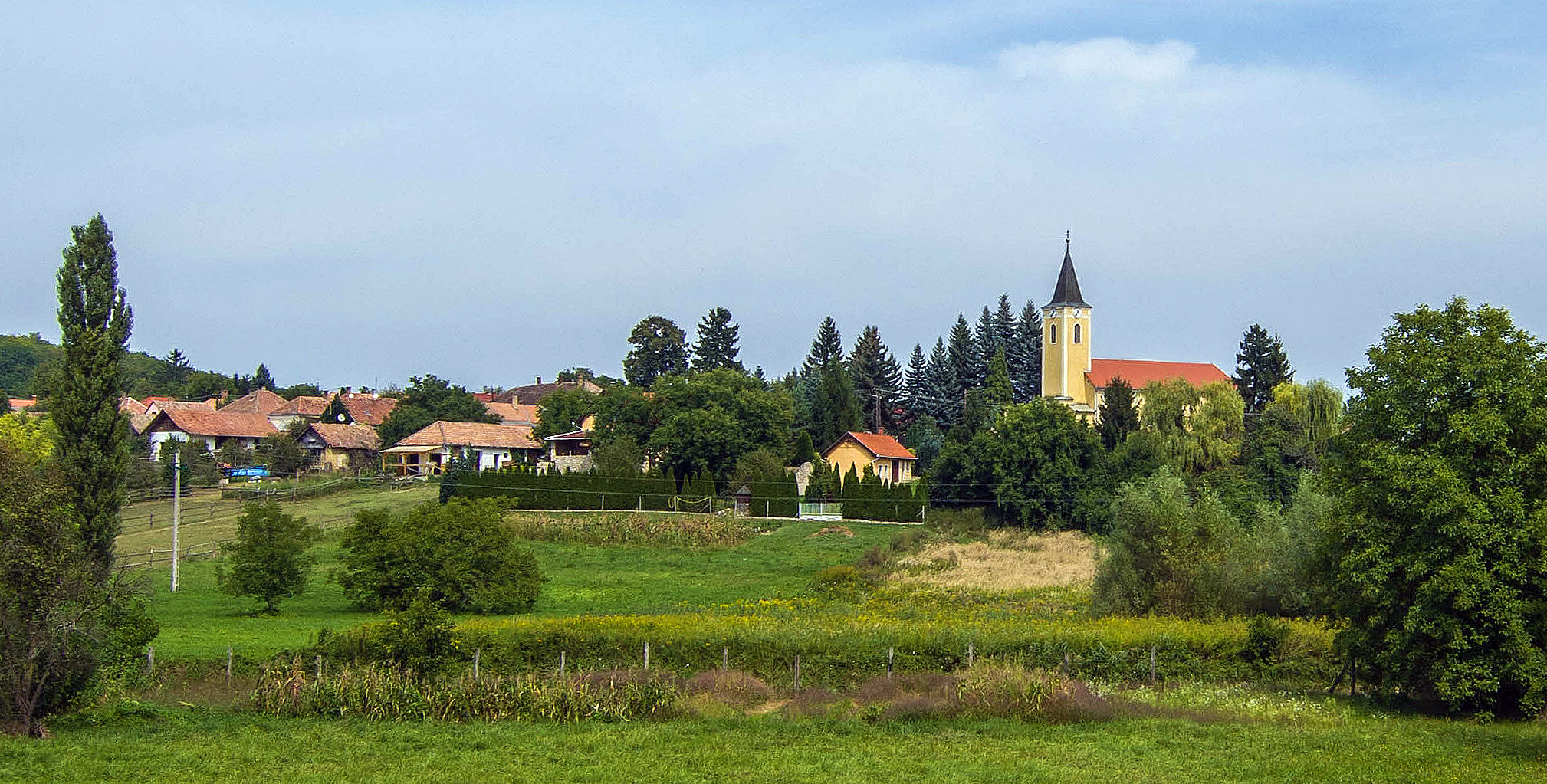
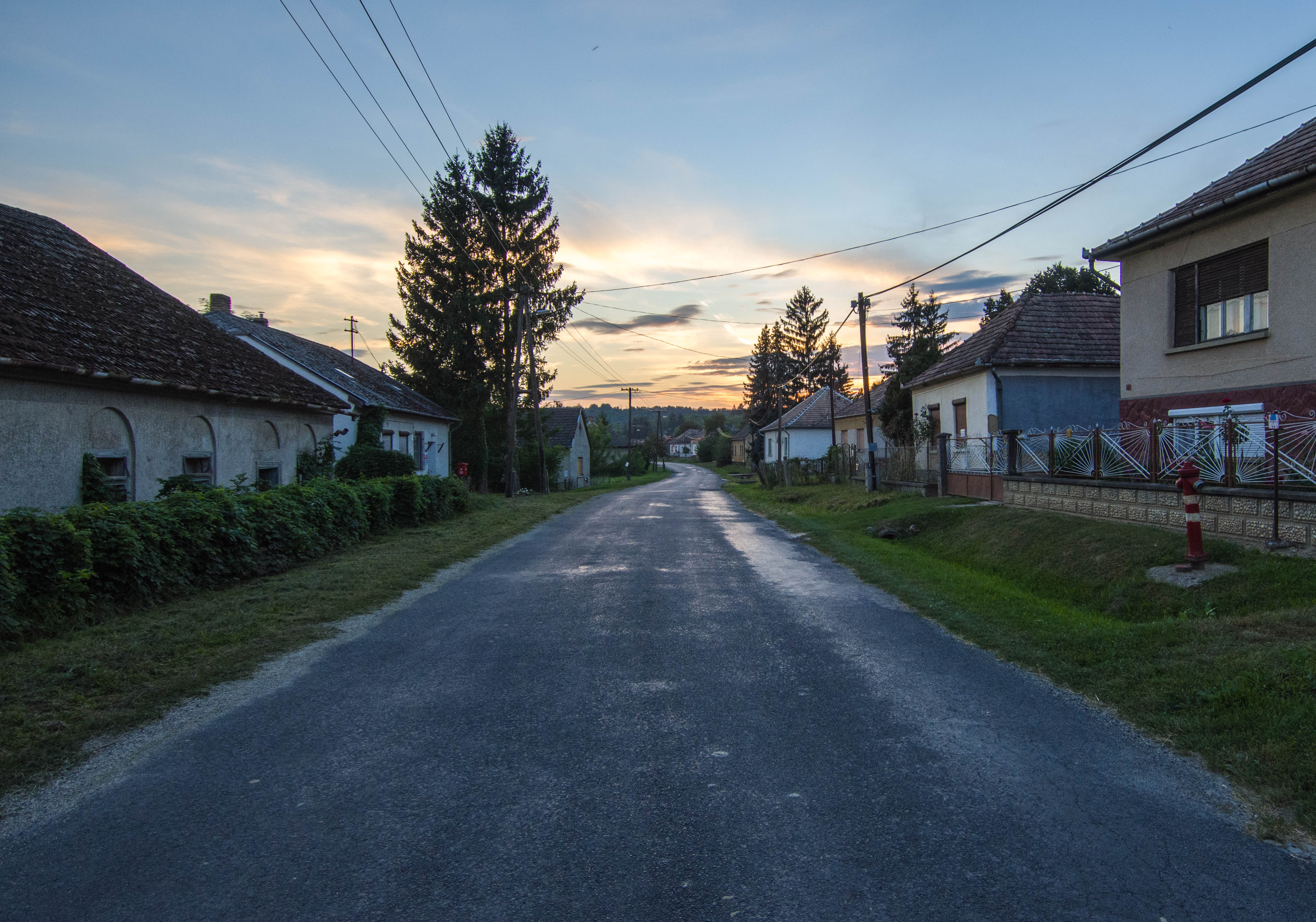

Az artézi kutat 2017-ben tetővel, korláttal látták el, mellette állították fel Szabó Lajos fafaragó Boldogasszony-szobrát.
A faluban 2015-tól működik az Élhetőbb Zalakoppányért Egyesület, mely rendezvények szervezésével és közterek újításával, karbantartásával segíti a falu életét.
A falu búcsújának napja augusztus 15-e.
A Zalakoppányi részönkormányzat vezetői:
- 2006–2014: Beke József
- 2014-től: Veress János

## Híres szülöttei
- Háry Farkas (~1765-1851) Zala vármegye levéltárnoka[19]
- Békefi Elek (1859-1909) tanító, szőlőnemesítő[20]
- Békefi József (1897-?) tanár, zeneszerző, költő, író[21]
- Benyó Ildikó (1946-2011) grafikus, festő[22]

Sárdy János operaénekes gyermekkora egy részét itt töltötte, nővére síremléke felújítva a falu temetőjében található.